# The Gray Man (2022)
The Gray Man ist ein US-amerikanischer Action-Thriller von Anthony und Joe Russo, der auf dem im Jahr 2009 erschienenen gleichnamigen Roman von Mark Greaney basiert.
Limitierter Kinostart des Films war am 15. Juli 2022. Der Film ist außerdem seit dem 22. Juli 2022 per Video-on-Demand abrufbar.

## Handlung
Court Gentry war im Gefängnis, weil er seinen misshandelnden Vater umgebracht hat, um seinen Bruder zu retten. Im Jahr 2003 wurde er unter dem Decknamen Sierra Sechs vom CIA-Agenten Donald Fitzroy aus dem Gefängnis rekrutiert, um Menschen umzubringen.
18 Jahre später soll er bei einer nächtlichen Großveranstaltung in Bangkok ein Attentat durchführen, wobei ihm Dani Miranda assistiert. Sechs kann den Auftrag nicht wie geplant aus dem Hinterhalt ausführen, weil ein Kind in die Schusslinie gelangt. Er löst einen Feueralarm aus und stellt die Zielperson im Getümmel der Evakuierung. 
So kommt es zu einem offenen Kampf, bei dem sich die Zielperson als Sierra Vier herausstellt. Der sterbende Vier verrät, dass er einst auf dieselbe Art wie er von der CIA rekrutiert wurde, und gibt ihm noch seine Halskette, worin sich ein USB-Stick befindet. Darauf entdeckt Sechs Bilder von seinem CIA-Vorgesetzten Denny Carmichael, kann aber nicht alle Informationen abrufen.
Sechs kontaktiert den mittlerweile aus der CIA ausgeschiedenen Donald Fitzroy für weitere Informationen. Die CIA setzt daraufhin den Privatagenten Lloyd Hansen, der sich nicht an die einschränkenden Regularien der CIA halten muss, auf Fitzroy an. Lloyd entführt die Nichte von Fitzroy, Claire, um Fitzroy unter Druck setzen zu können. Fitzroy gibt daraufhin den Auftrag, Sechs umzubringen, der sich gerade in einem Militärflugzeug befindet. Sechs kann sich retten, wobei das Flugzeug zu Schaden kommt. Sechs überlebt, indem er beim Fall einen Soldaten mit Fallschirm überwältigt.
In Wien versucht Sechs den Aufenthaltsort von Claire herauszufinden, die er schon vor zwei Jahren beschützt hat. Er geht zu einem Passfälscher. Dieser nimmt ihn durch eine Falltür gefangen und informiert die CIA. Lloyd geht dorthin, um Sechs umzubringen und den USB-Stick sicherzustellen. Sechs entkommt mit Dani, die gekommen ist, um Sechs zu unterstützen. Sie gehen nach Prag, wohin Sechs den USB-Stick per Post geschickt hat. Die CIA kommt ihm auf die Spur und Lloyd folgt ihm erneut.
Der USB-Stick kam bei Margaret Cahill an. Sie findet darauf für die CIA belastende Daten. Lloyd kommt gerade, als Sechs und Dani bei Margaret sind. Diese werden, unter Einmischung der tschechischen Polizei, von drei Teams von Lloyd verfolgt. Sie schaffen es, zu entkommen.
Die weitere Spur von Margaret führt in ein Krankenhaus von Prag. Ein Mann von Lloyd fängt Sechs und Dani dort ab und es kommt zum Kampf. Der Mann schafft es, den USB-Stick an sich zu nehmen und bringt ihn zu Lloyd. Dorthin gehen nun Sechs und Dani. Dani holt den USB-Stick zurück. Fitzroy opfert sich, damit Sechs und Claire entkommen können. Es kommt zu einem Kampf zwischen Sechs und Lloyd. Suzanne Brewer von der CIA taucht auf und erschießt Lloyd, kurz bevor Sechs den Kampf ohnehin für sich hätte entscheiden können. Sie schießt Sechs ins Bein und will nun Lloyd als Sündenbock hinstellen, da bereits zu große Schäden entstanden sind, um dienstliche Konsequenzen zu vermeiden. Sechs stimmt erstmal zu und auch Dani spielt dabei mit.
Suzanne Brewer hält Claire gefangen, um Sechs unter Kontrolle zu behalten und ihn zur Ausführung künftiger Aufträge zu bringen. Sechs entkommt aus dem Militärkrankenhaus und befreit Claire aus dem CIA-Gewahrsam.

## Produktion
Nachdem New Regency im Jahr 2011 eine Verfilmung von The Gray Man zu planen begonnen hatte, war Brad Pitt als Hauptdarsteller für den Film vorgesehen. Dies änderte sich Mitte des 2010er Jahrzehnts, als Sony Pictures die Rechte übernahm und mit einer von dem Roman abweichenden Version, mit Charlize Theron in der Hauptrolle, plante. Bis Mitte des Jahres 2020 gab es keine weiteren Entwicklungen, ehe sich Netflix die Filmrechte sicherte.
Die Dreharbeiten begannen Anfang März 2021 und waren Ende Juli desselben Jahres abgeschlossen. Gedreht wurde unter anderem in Long Beach, in Prag und auf Schloss Chantilly in Frankreich.
Mit einem Produktionsbudget von 200 Millionen US-Dollar ist die Literaturverfilmung die bis dato teuerste von Netflix in Auftrag gegebene Filmproduktion.

## Synchronisation
Die deutschsprachige Synchronfassung entstand bei der FFS Film- & Fernseh-Synchron in Berlin nach dem Dialogbuch von Manuel Straube, der auch die Dialogregie verantwortete.
| Rollenname                  | Schauspieler       | Synchronsprecher   |
| --------------------------- | ------------------ | ------------------ |
| Court Gentry / Sierra Sechs | Ryan Gosling       | Tommy Morgenstern  |
| Lloyd Hansen                | Chris Evans        | Dennis Schmidt-Foß |
| Dani Miranda                | Ana de Armas       | Alice Bauer        |
| Denny Carmichael            | Regé-Jean Page     | Leonard Hohm       |
| Suzanne Brewer              | Jessica Henwick    | Julia Kaufmann     |
| Laszlo                      | Wagner Moura       | Tobias Nath        |
| Claire Fitzroy              | Julia Butters      | Lana Finn Marti    |
| Avik San                    | Dhanush            | Dennis Herrmann    |
| Dining Car / Sierra Vier    | Callan Mulvey      | Sven Gerhardt      |
| Margaret Cahill             | Alfre Woodard      | Martina Treger     |
| Donald Fitzroy              | Billy Bob Thornton | Joachim Tennstedt  |

## Rezeption
Der Spiegel verriss den Film als  „erstaunlich krudes Machwerk“ und „Jahrmarkt-Karussell“: Er wirke „wie ein Actionporno“, da er unter Missachtung einer schlüssigen Handlung fast vollständig aus Szenen bestehe, „in denen europäische Großstädte in Schutt und Asche gelegt werden und alle erdenklichen Schusswaffen aus allen Rohren feuern“. Die Computereffekte seien unglaubwürdig, weswegen der Film „hoffnungslos hässlich“ aussehe, das „Stilbewusstsein […], das Bewegungsenergie in große Filmkunst verwandeln kann“, gehe den Russo-Brüdern vollständig ab.